# Riserva naturale orientata Saline di Trapani e Paceco
La riserva naturale orientata delle Saline di Trapani e Paceco è un'area naturale protetta della Sicilia istituita nel 1995, che si estende per quasi 1000 ettari nel territorio dei comuni di Trapani, Paceco e Misiliscemi.
La riserva, all'interno della quale si esercita l'antica attività di estrazione del sale marino, è una importante zona umida "Ramsar", che offre riparo a numerose specie di uccelli migratori, i fenicotteri in particolare. È gestita dal WWF Italia.

## Storia

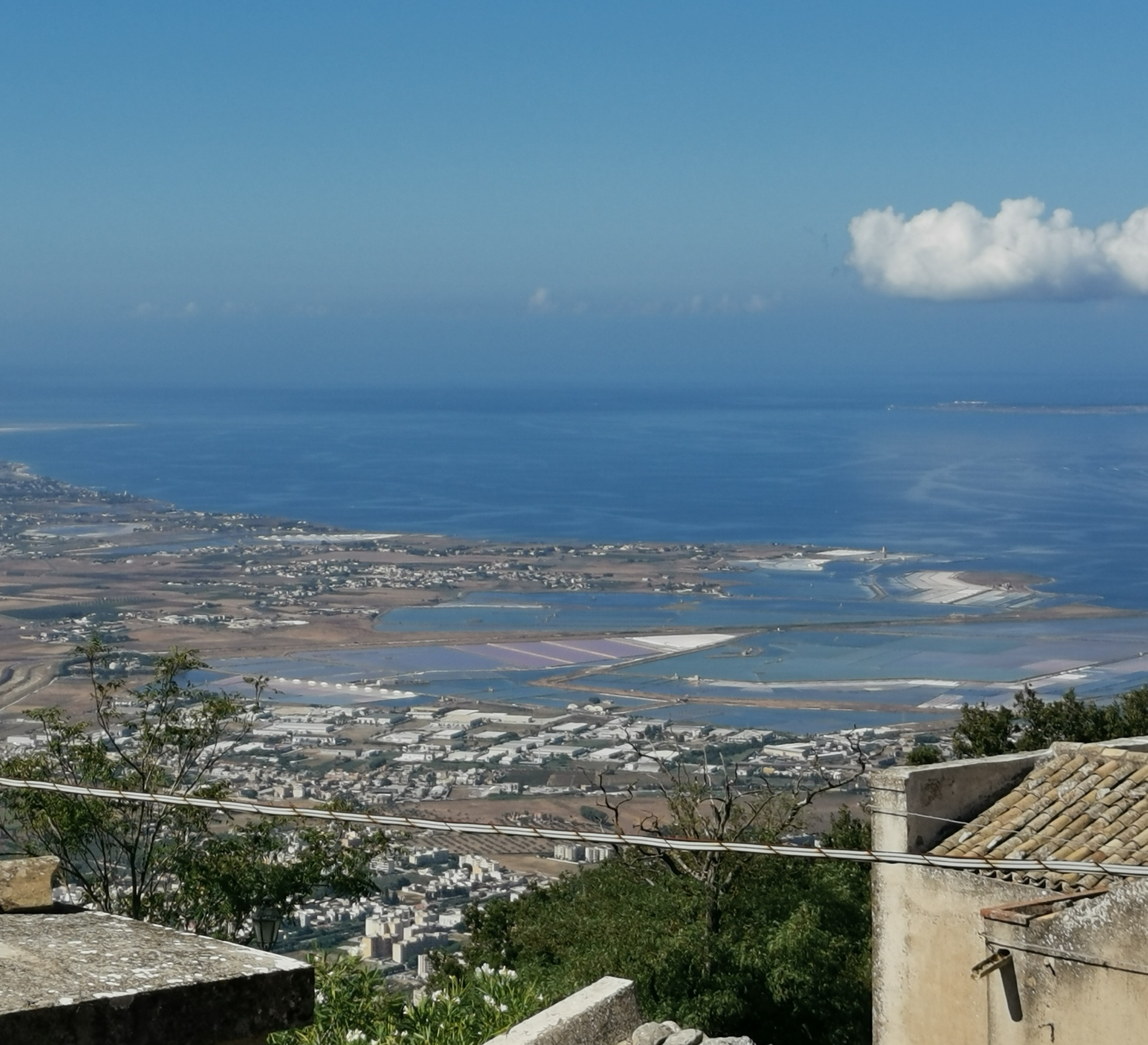
Le Saline viste dalla sommità di Erice

Il geografo arabo al-Idrīsī documenta la presenza delle saline già nel periodo della dominazione normanna in Sicilia. Sotto il regno di Federico di Svevia fu istituito il monopolio di Stato sulla produzione del sale, che si protrasse anche durante la dominazione angioina. Furono in seguito gli aragonesi a sancire il ritorno alla proprietà privata, ma fu sotto la corona spagnola che l'attività di produzione del sale raggiunse la sua acme, trasformando il porto di Trapani nel più importante centro europeo di commercio del prezioso elemento. Le saline di Trapani, con il tempo si estesero fino alle isole dello Stagnone.
Dal 1861 con l'Unità d'Italia queste saline non furono nazionalizzate, e furono le uniche a superare il monopolio del sale da parte dello Stato, esportandolo in diversi paesi. Dopo la prima guerra mondiale con la concorrenza delle saline industrializzate di Cagliari e di Margherita di Savoia, iniziò la decadenza delle saline trapanesi, accentuata dallo scoppio della seconda guerra mondiale e dalla concorrenza, italiana e straniera, del salgemma. Molte delle saline furono dismesse o abbandonate, come i caratteristici mulini a vento.

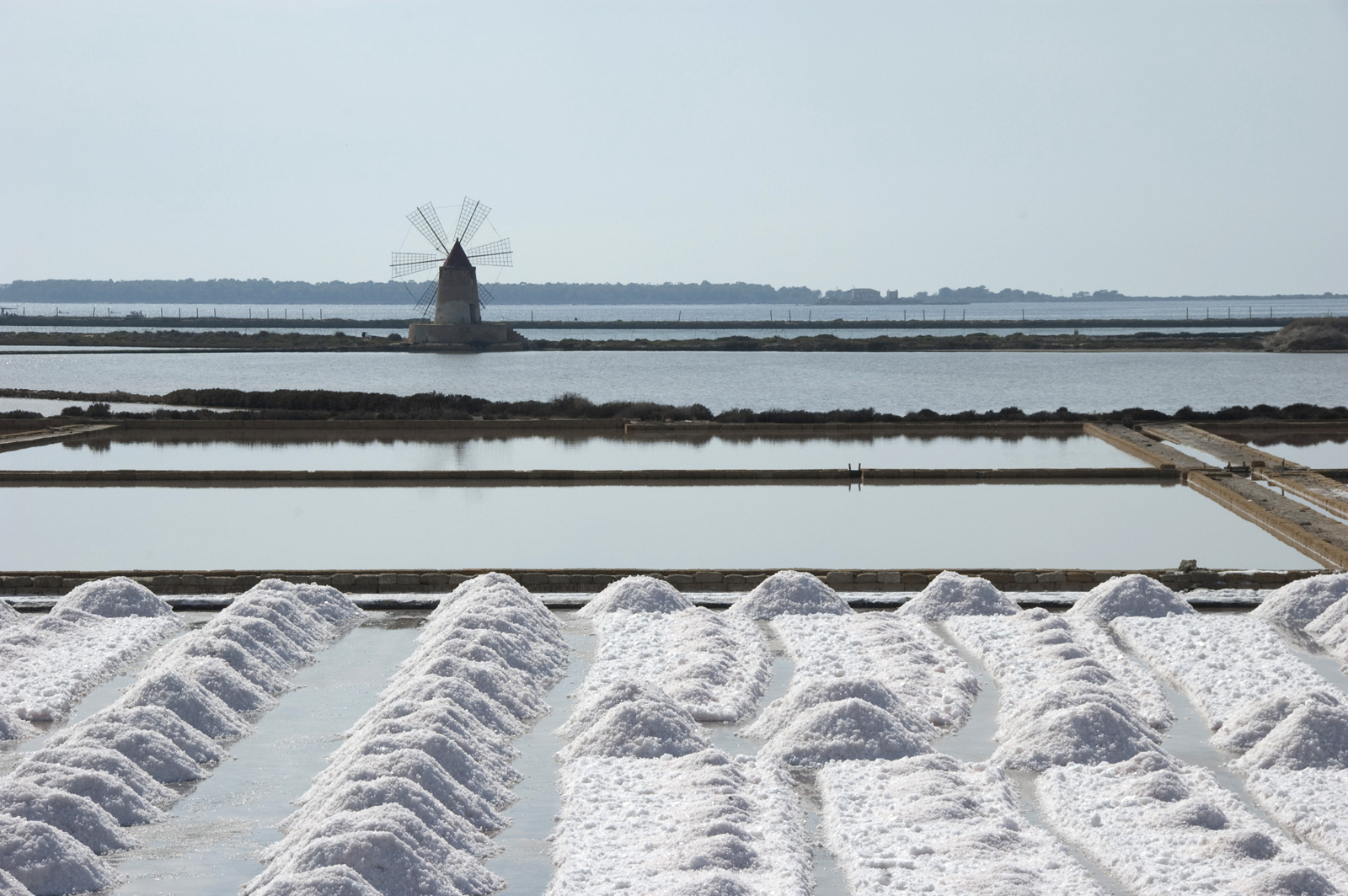
La raccolta del sale

La ripresa si ebbe con l'istituzione della Riserva, avvenuta con decreto dell'Assessore al territorio e ambiente della Regione Siciliana n. 257 dell'11 maggio 1995, ed il suo affidamento in gestione al WWF Italia. È stato emanato un regolamento che ha permesso di "esercitare la salicoltura nelle aree tradizionalmente a ciò destinate e l'attività di acquacoltura di parte delle saline". L'Assemblea Regionale Siciliana il 2 aprile 1996 ha quindi approvato la legge regionale n.15/96 "Interventi per la valorizzazione storico-culturale dei mulini a vento e per la coltivazione tradizionale del sale marino".
Si è quindi assistito ad un nuovo rilancio delle attività produttive e della lavorazione del sale, da parte della Sosalt, che è il principale produttore, con l'approvazione di interventi di restauro e recupero degli impianti abbandonati, cui si sono aggiunti gli altri piccoli produttori. Il sale marino trapanese, inserito nell'elenco dei prodotti agroalimentari tradizionali siciliani riconosciuti dal Ministero delle politiche agricole, alimentari e forestali, nell'aprile 2011 ha anche ottenuto il riconoscimento dell'IGP con la denominazione "Sale marino di Trapani".
Nel 2011 le saline di Trapani hanno ottenuto l'inserimento nell'elenco delle zone umide Ramsar, con decreto del Ministero dell'ambiente.

## Territorio

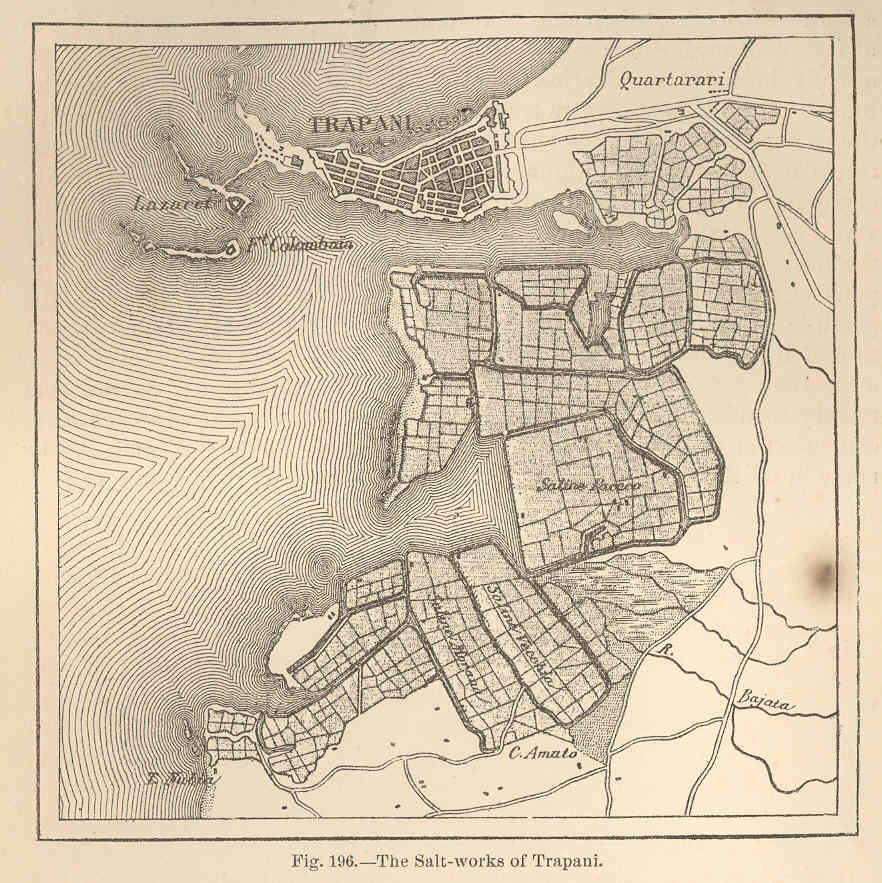
Mappa delle saline a fine '800, si estendevano fino alla periferia di Trapani

La Riserva comprende una fascia costiera estesa quasi mille ettari, suddivisi in zona A di Riserva (707 ettari) e zona B di Pre-Riserva (278,75 ettari), tra i comuni di Trapani e Paceco e, per una piccola parte, nel nuovo comune di Misiliscemi.
Gran parte della Riserva è costituita da saline di proprietà privata, in cui viene tuttora praticata l'estrazione del sale secondo le tecniche tradizionali in uso da secoli. 
Oltre questa valenza etno-antropologica, il sito si caratterizza per il fatto di essere una delle più importanti aree umide costiere della Sicilia occidentale, ambiente di sosta di numerose specie di uccelli migratori.

### I mulini
Di notevole impatto paesaggistico è la presenza di numerosi mulini a vento.
Sono tradizionalmente di diversi tipi: quelli utilizzati per pompare l'acqua tra i bacini, il mulino per il sollevamento dell'acqua, detto "americano" e infine quelli per la macinatura dei cristalli di sale.

## Flora
L'ambiente delle saline, fortemente salmastro, ospita numerose specie erbacee o arbustive adattatesi alle condizioni ambientali estreme che questa area presenta.
Lungo gli argini delle vasche prosperano in particolare diverse specie di Chenopodiaceae dei generi Salicornia, Arthrocnemum, Halopeplis, Halocnemum, Suaeda, Salsola, Atriplex e Beta; tra di esse meritano un cenno particolare la salicornia strobilacea (Halocnemum strobilaceum), specie suffruticosa descritta in poche altre stazioni in Sicilia e Sardegna, e la salicornia amplessicaule (Halopeplis amplexicaulis).
Tra le altre specie significative vanno segnalate: il fiorrancio marittimo (Calendula maritima), un raro endemismo il cui areale è limitato alla zona costiera compresa tra lo Stagnone di Marsala e il Monte Cofano; l'enula marina (Limbarda crithmoides); il cosiddetto fungo di Malta (Cynomorium coccineum), una pianta parassita presente in Italia, oltre che in quest'area, in ristrette aree costiere della Sardegna e della Basilicata.
Altri endemismi meritevoli di menzione sono il limonio delle saline (Myriolimon ferulaceum), l'euforbia delle Baleari (Euphorbia pithyusa subsp. cupanii), varie specie di Limonium (L. densiflorum, L. lojaconoi, L. avei), la cressa (Cressa cretica), la panocchina delle saline (Aeluropus lagopoides), l'erba da chiozzi spiralata (Ruppia cirrhosa) e il limoniastro cespuglioso (Limoniastrum monopetalum).

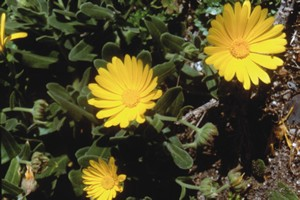
Fiorrancio marittimo Calendula maritima
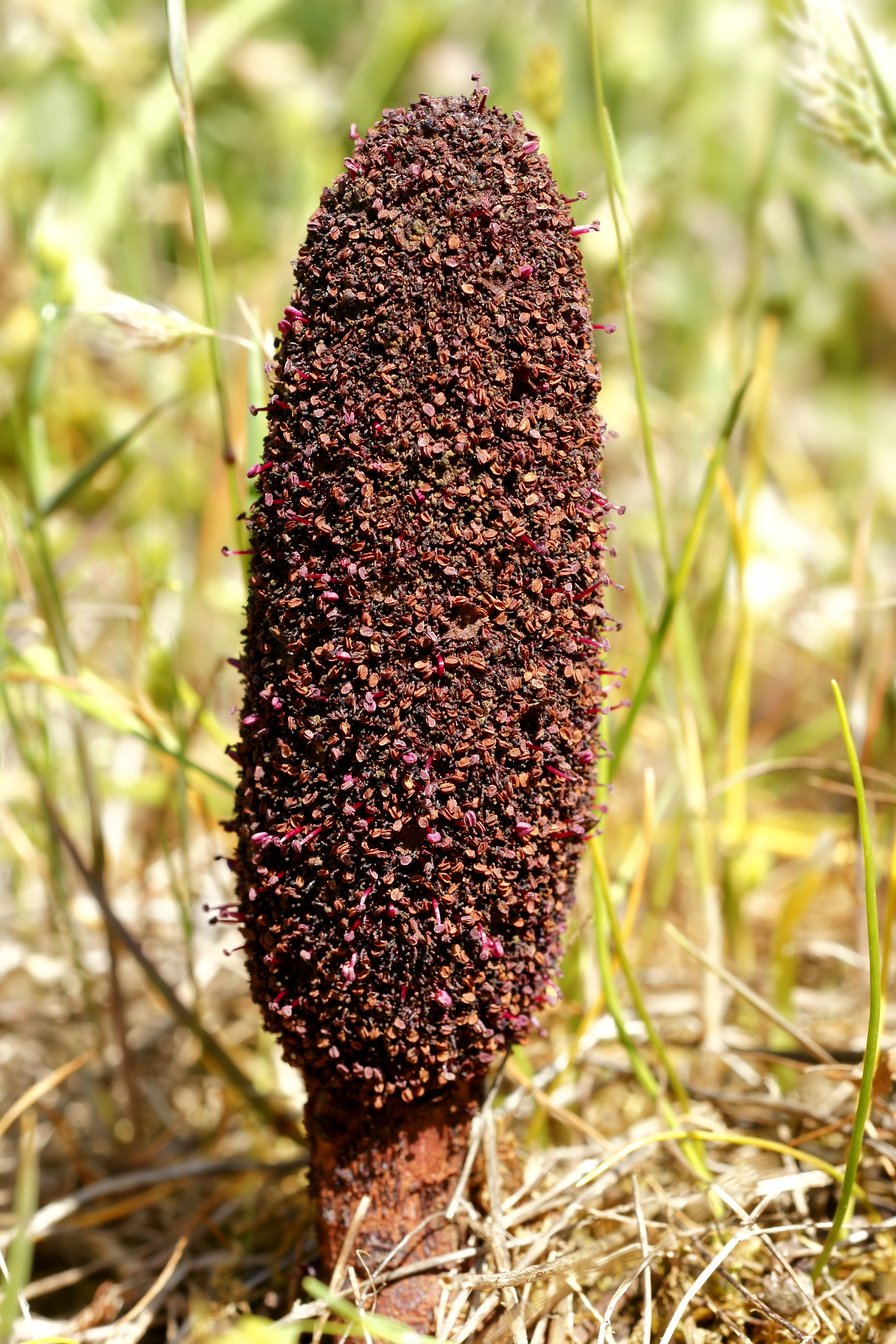
Fungo di Malta Cynomorium coccineum
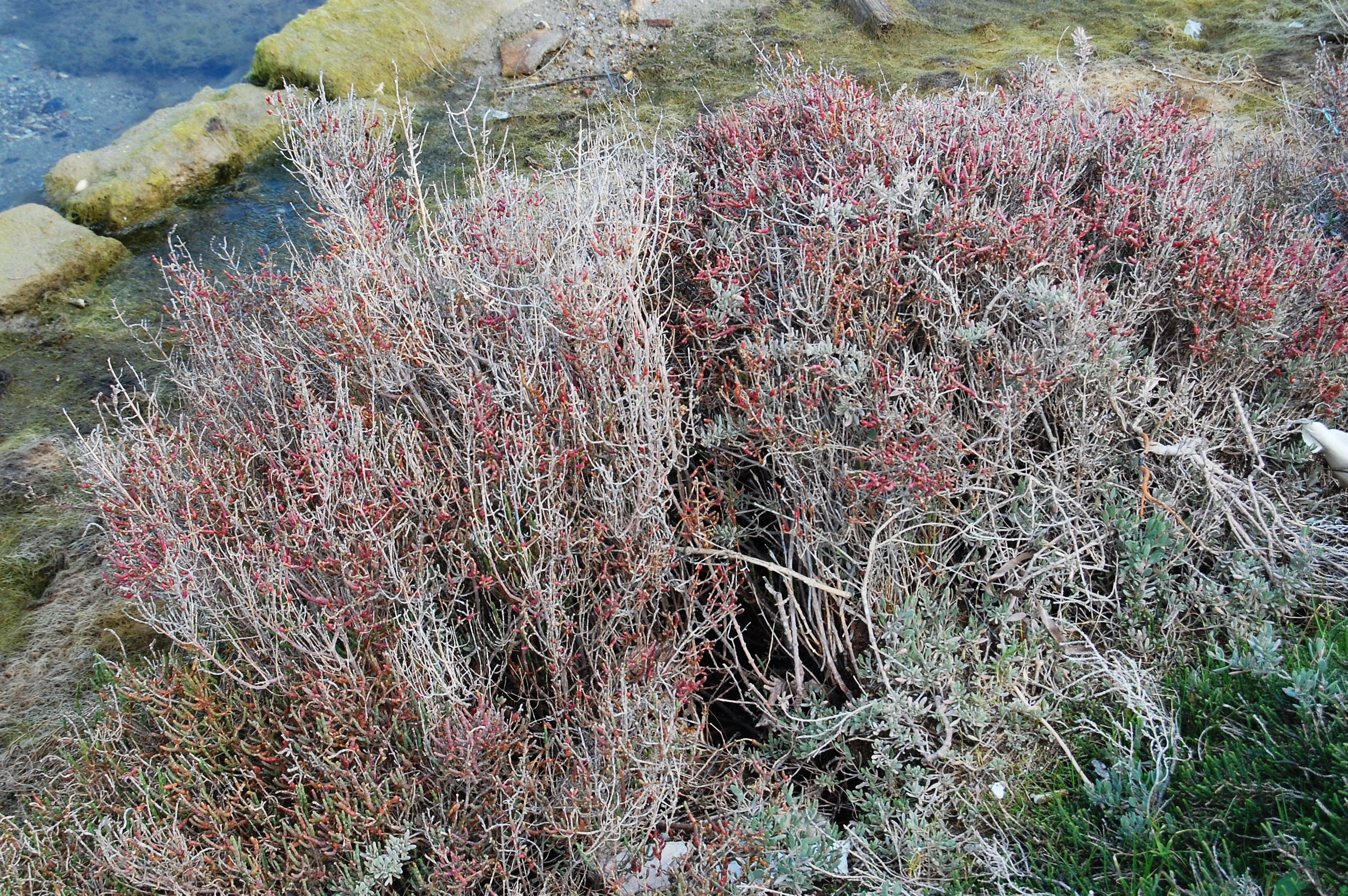
Lungo gli argini crescono diverse specie di Chenopodiaceae
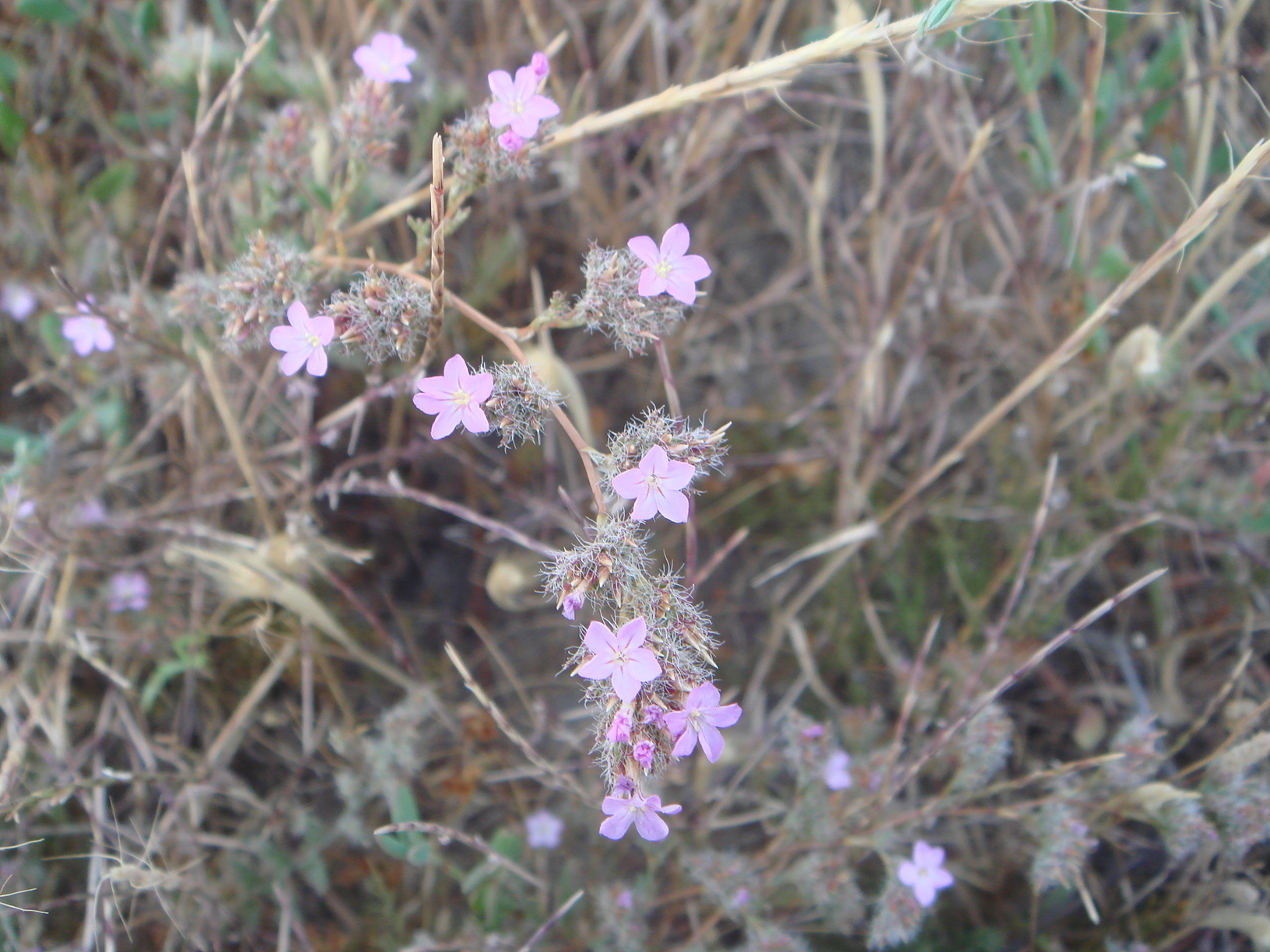
Limonio delle saline Myriolimon ferulaceum

## Fauna

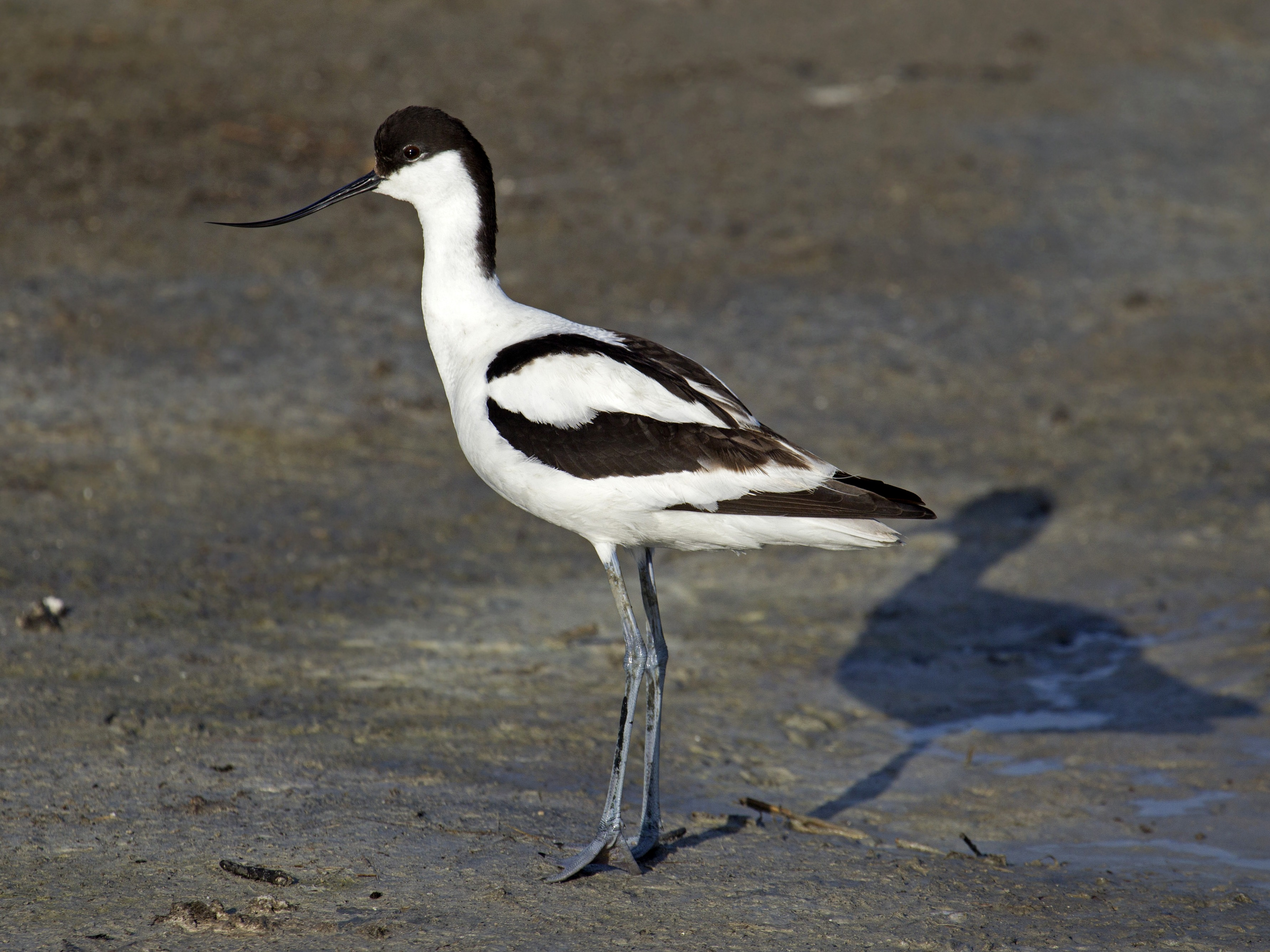
L'avocetta, simbolo della Riserva, è una delle numerose specie di uccelli nidificanti nell'area protetta

L'area della Riserva riveste un particolare interesse ornitologico in quanto costituisce una area di sosta sulla rotta delle migrazioni verso l'Africa. Considerando sia le specie nidificanti che quelle svernanti sono state censite 208 differenti specie di uccelli tra cui l'avocetta (Recurvirostra avosetta), eletta a simbolo della Riserva, il fenicottero (Phoenicopterus roseus), la spatola (Platalea leucorodia), l'airone bianco maggiore (Ardea alba), la garzetta (Egretta garzetta), il tarabuso (Botaurus stellaris), il gabbiano roseo (Chroicocephalus genei), il martin pescatore (Alcedo atthis), il falco di palude (Circus aeruginosus), il cavaliere d'Italia (Himantopus himantopus), il fraticello (Sternula albifrons), il fratino (Charadrius alexandrinus), la calandrella (Calandrella brachydactyla) e varie specie di anatidi.
Sono inoltre presenti numerose specie di insetti rari quali i coleotteri Cephalota circumdata imperialis, Cephalota litorea goudoti e Cephalota maura cupreothoracica, tre sottospecie della sottofamiglia Cicindelinae (Carabidae) che colonizzano le superfici asciutte e incrostate di sale; gli ortotteri Tessellana tessellata, Platypigius platypigius, Pterolepis elymica e Incertana drepanensis; la farfalla Orgyia dubia arcerii, lepidottero della sottofamiglia Lymantriinae (Erebidae), strettamente legato all'ambiente litoraneo delle saline, ed in particolare al salicornieto dove crescono le sue piante nutrici; sempre legata al salicornieto la presenza di alcune specie di eterotteri della famiglia Miridae (Phytocoris salsolae, Orthotylus divisus e Orthotylus roseiceps).
Merita infine un cenno la presenza nelle pozze salmastre della Artemia salina, un piccolo crostaceo dell'ordine degli Anostraca, adattato a condizioni di vita estreme, oggetto di numerose ricerche scientifiche.

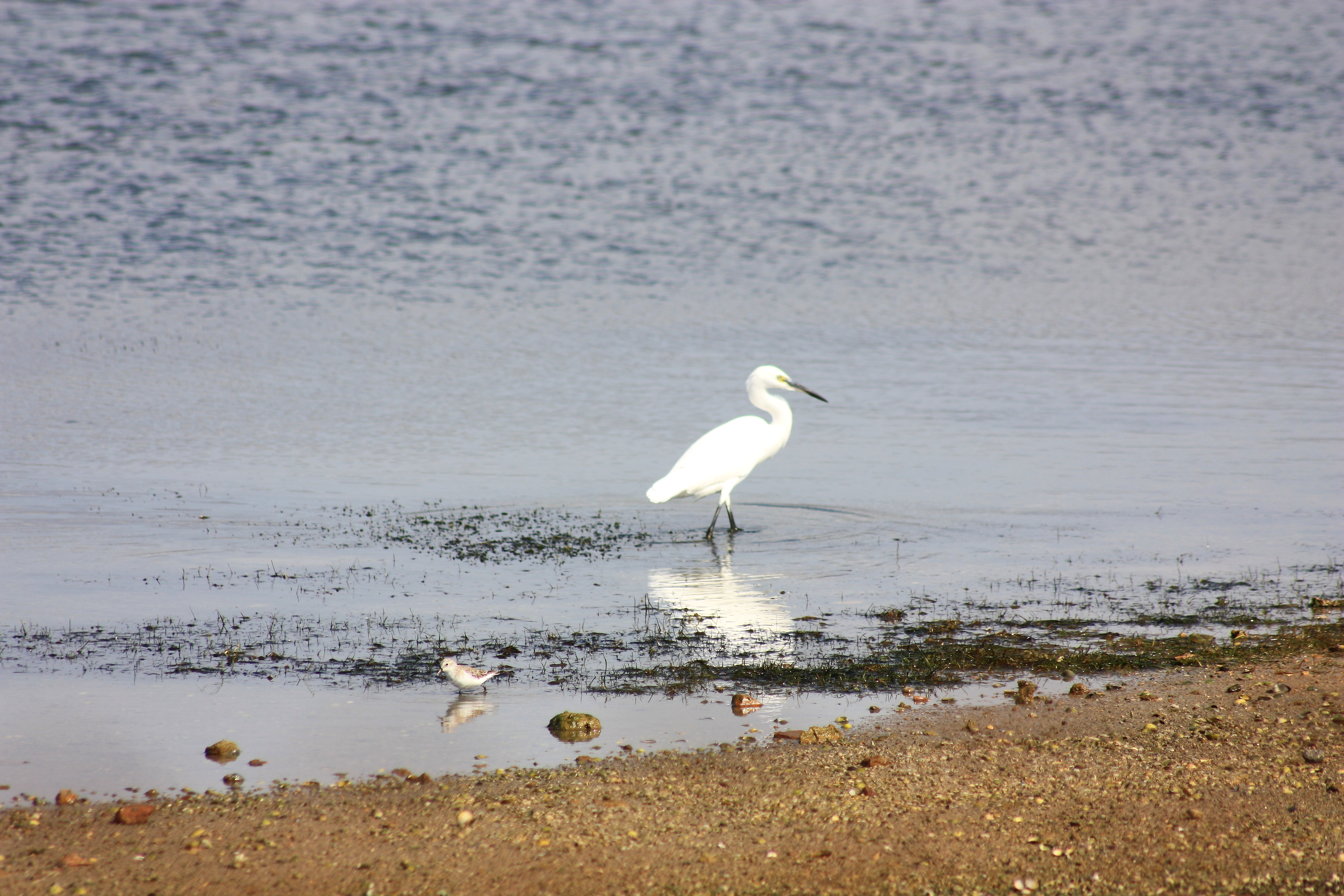
Garzetta alle saline
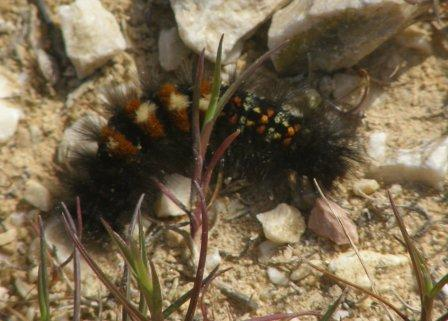
Bruco di Orgyia dubia arcerii
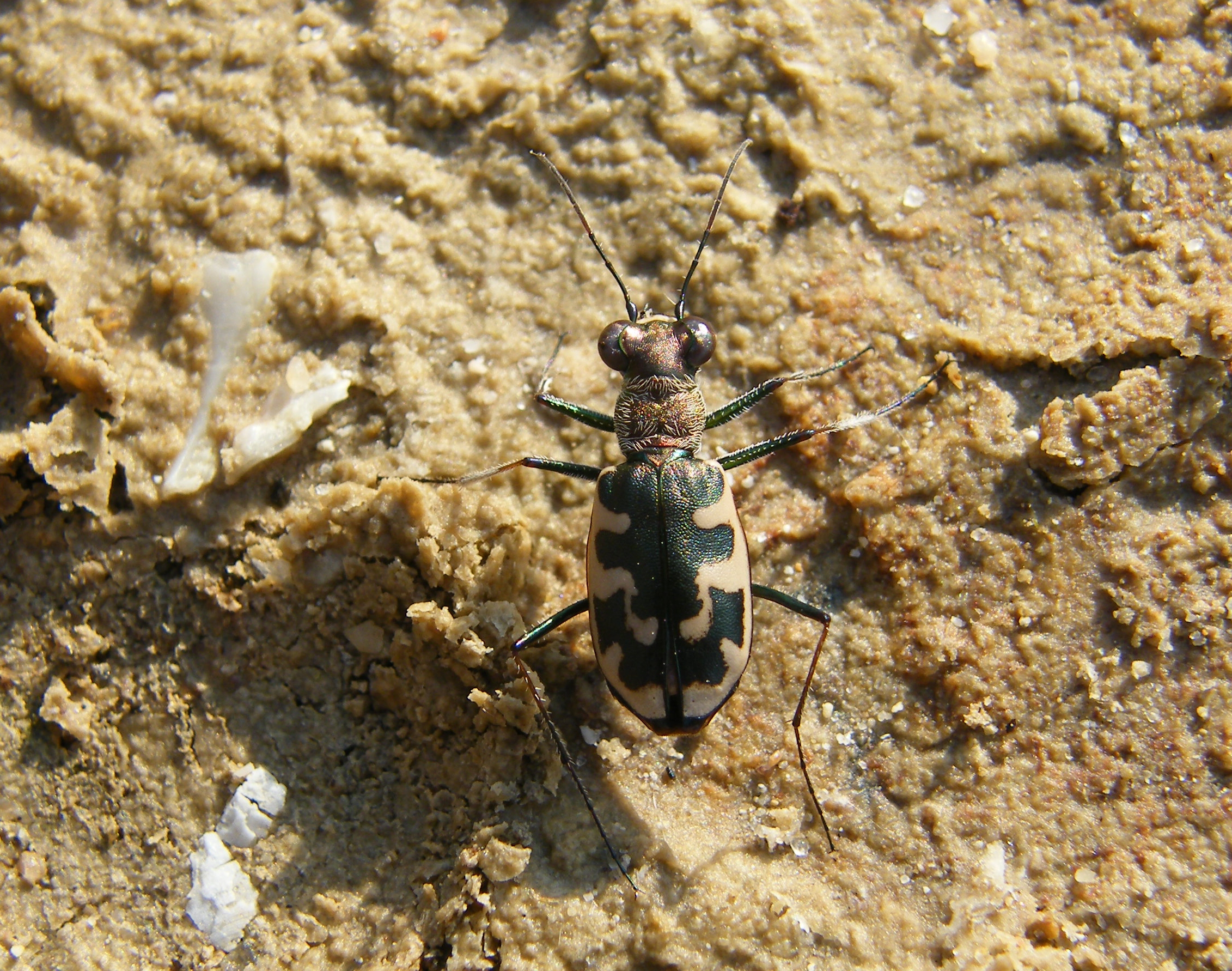
Cephalota litorea goudoti
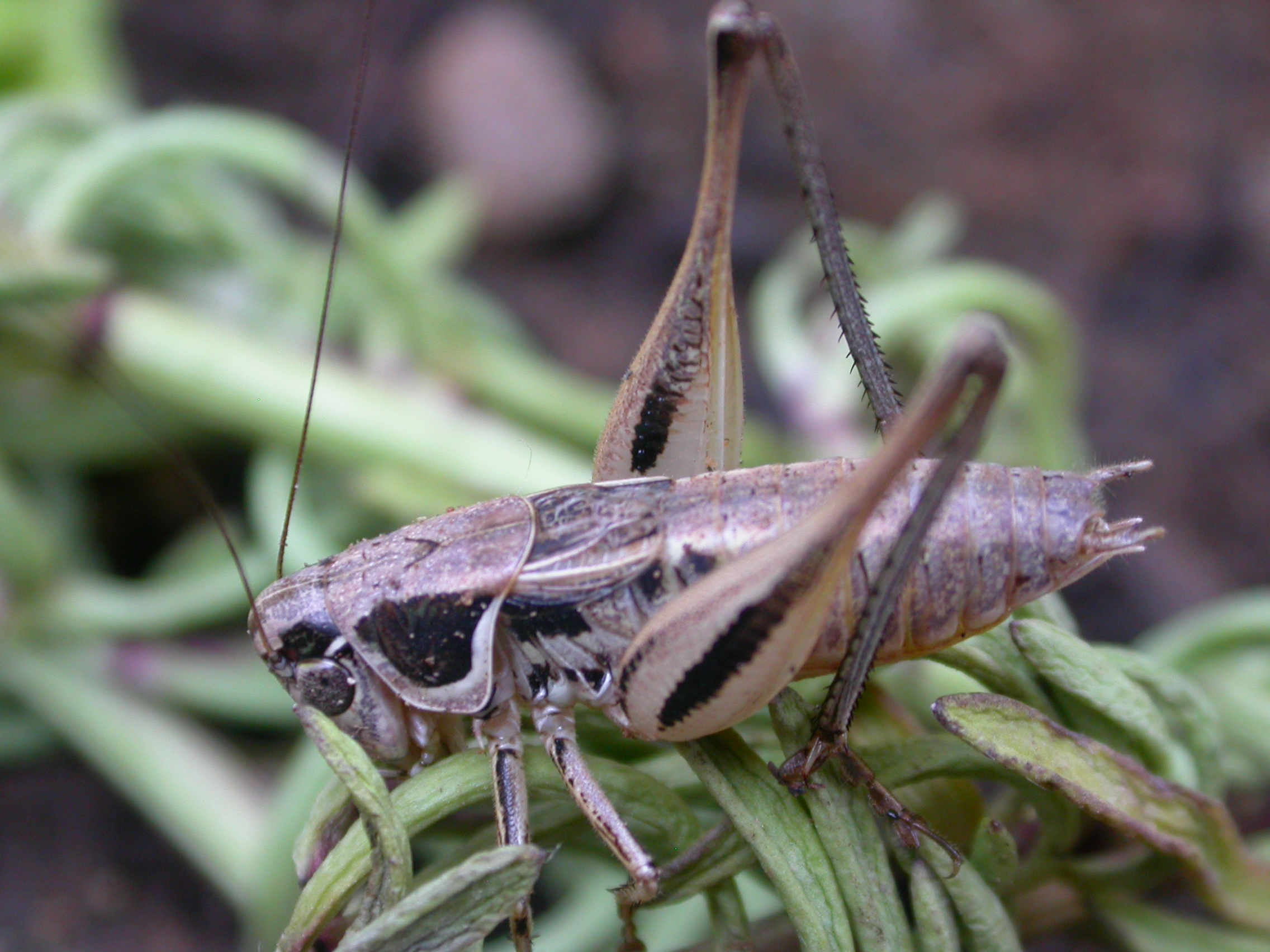
Incertana drepanensis
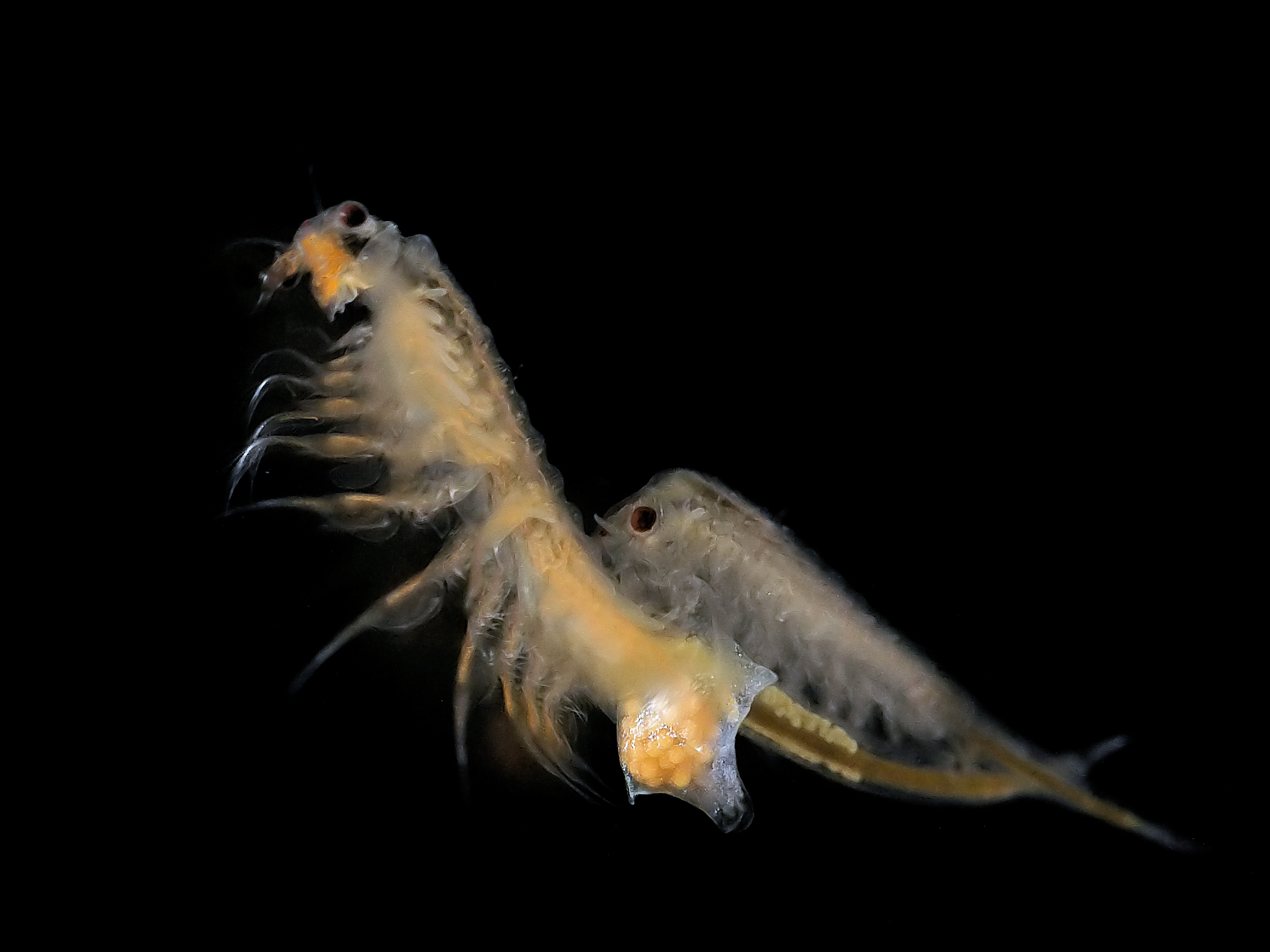
Artemia salina
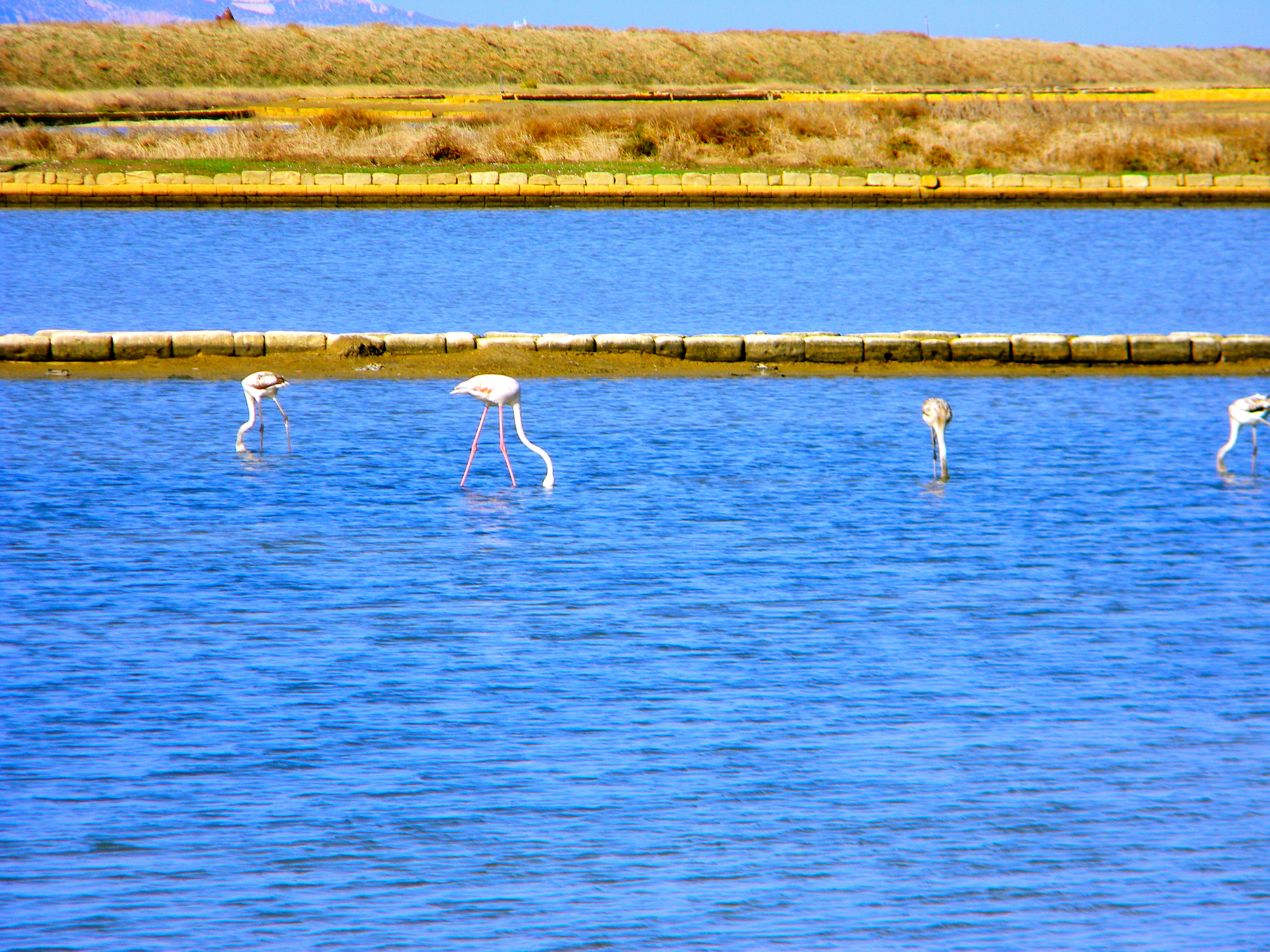
Fenicotteri rosa nelle vasche della riserva

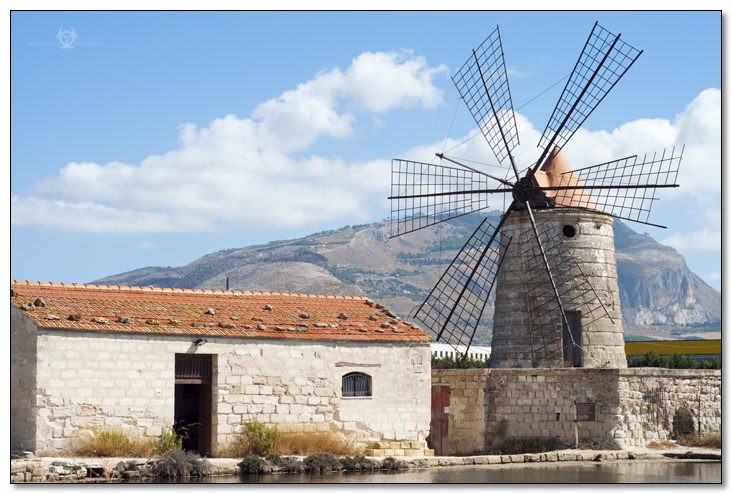
Il mulino a vento Maria Stella, sede del centro visite della riserva

## Strutture d'accoglienza
Presso il Mulino Maria Stella, mulino a vento del XIX secolo, sulla strada provinciale n.21 Trapani-Marsala, alla periferia di Trapani, è attivo un centro di accoglienza e informazioni del WWF per i visitatori, aperto nel periodo estivo.
La salina "Stella" è tuttora funzionante. Fa parte dell’itinerario denominato la “Via del Sale”. 

## Produzione del sale
Nonostante sia una riserva si effettua ancora l’attività storico-tradizionale della salicoltura. Infatti gran parte della riserva è costituita da saline di proprietà privata, dove è permessa la coltivazione e la produzione di sale marino. La produzione del sale è in costante aumento: dalla istituzione della Riserva ad oggi è passata da circa 50.000 a circa 80.000 tonnellate/anno, ed è in corso di istituzione anche una nuova salina.
Oltre a quelle che fanno capo alla Sosalt, vi sono: Salinagrande (la più antica di Trapani), la salina Galia Teresina, la salina Culcasi, la salina Calcara (intorno all'Isolotto della Calcara), la salina Galia.

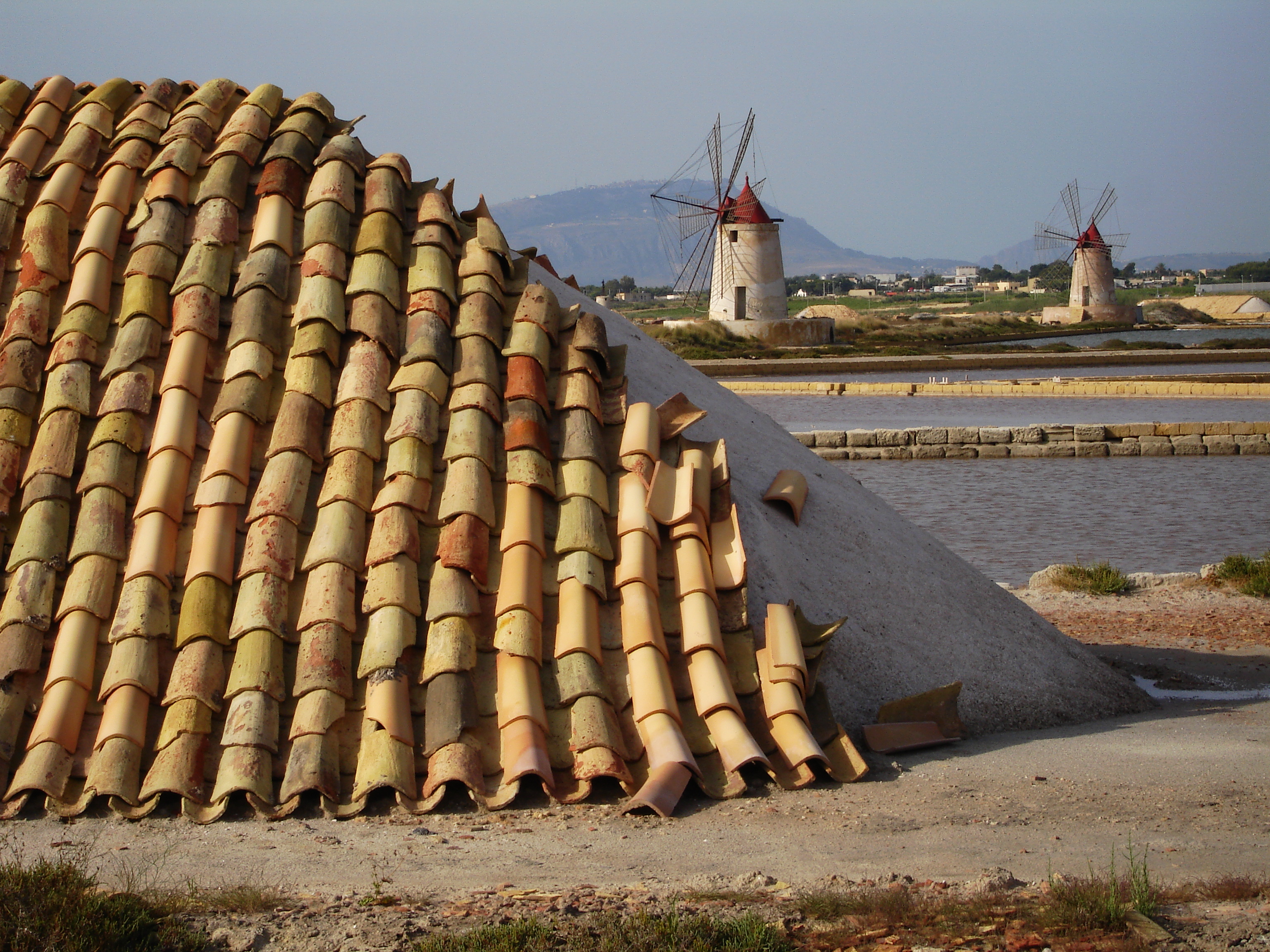
Le tegole proteggono il sale raccolto.
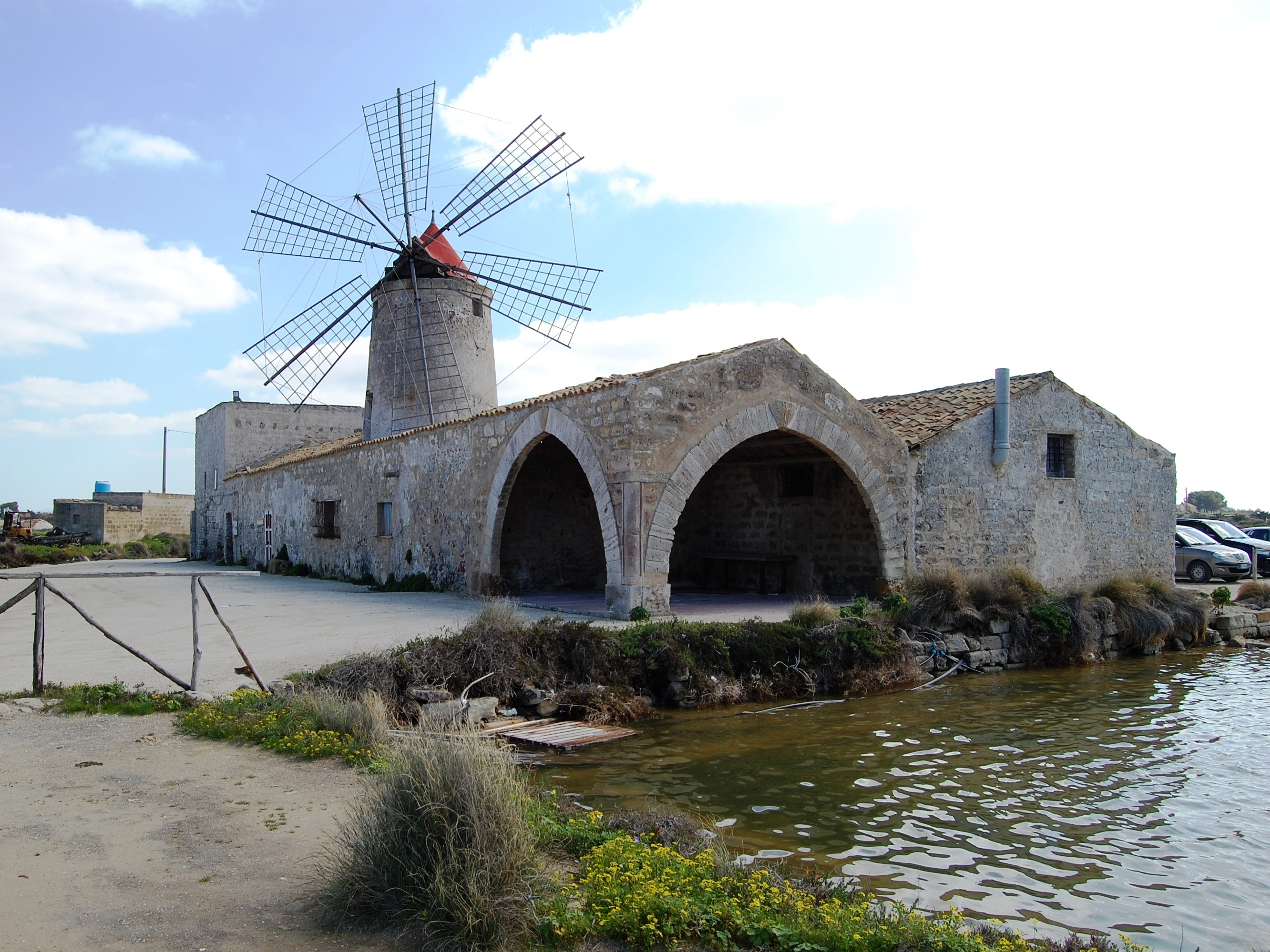
Il Museo del sale
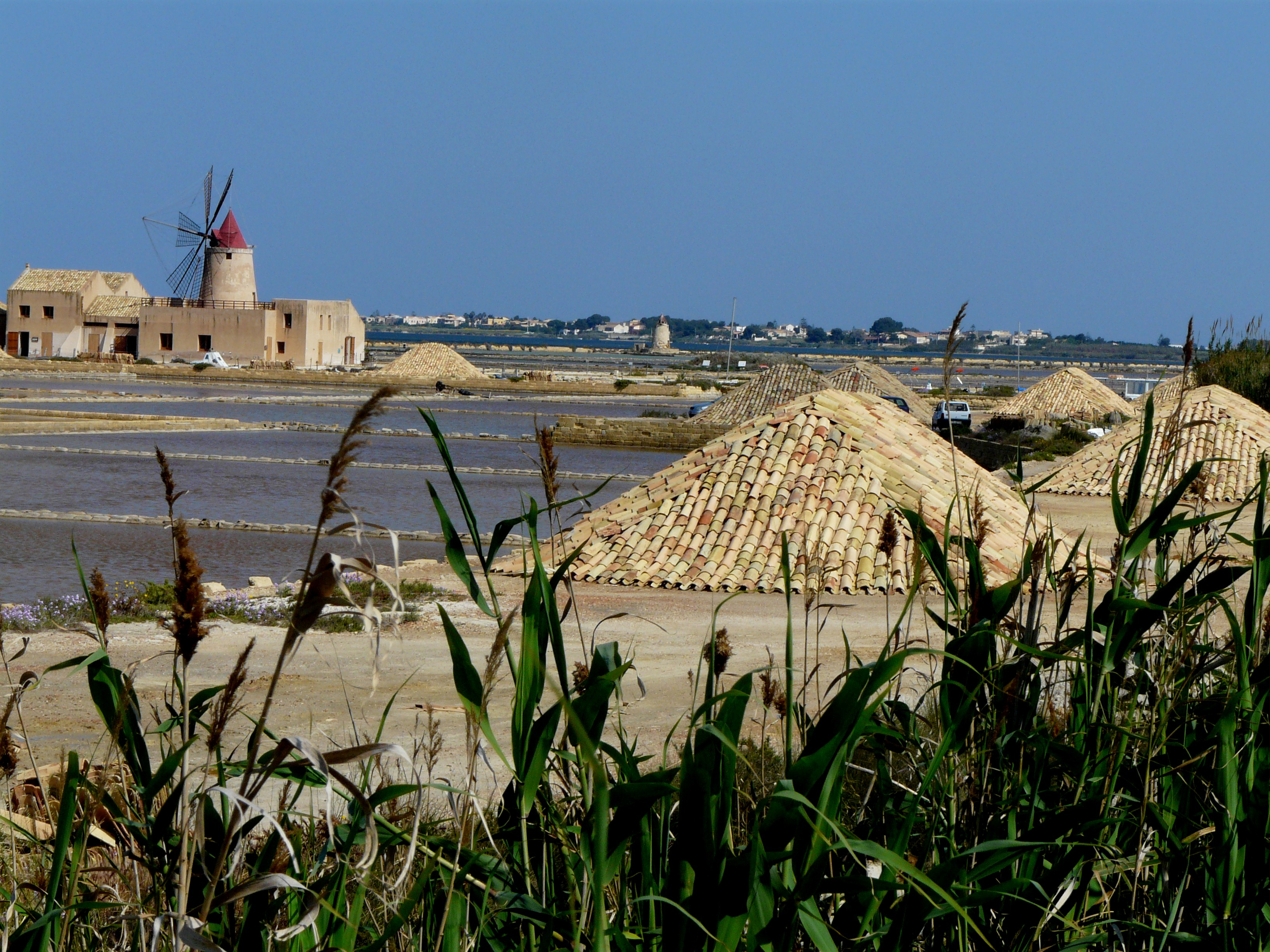
mulino e cumuli di sale visti attraverso la vegetazione
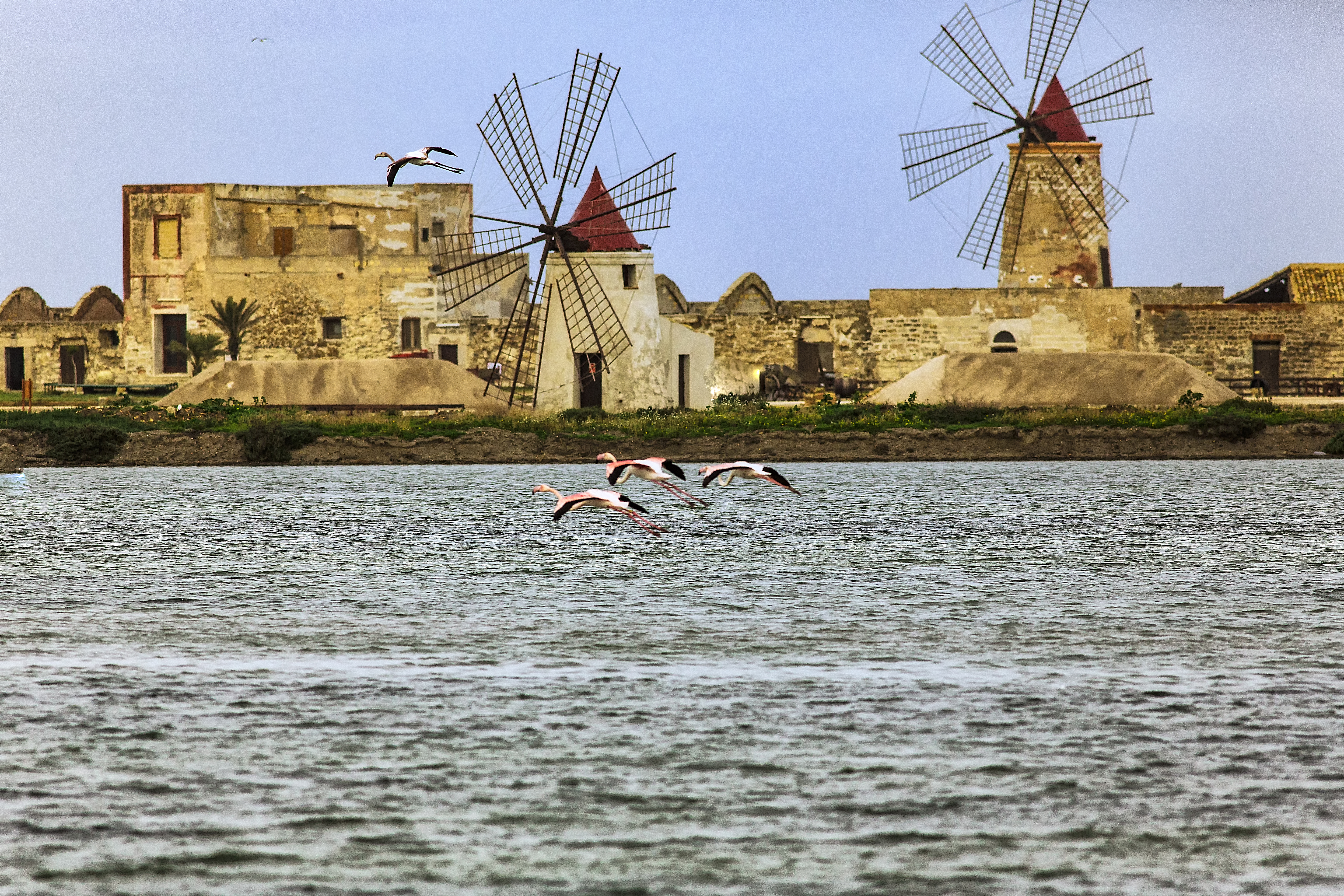
La salina Infersa
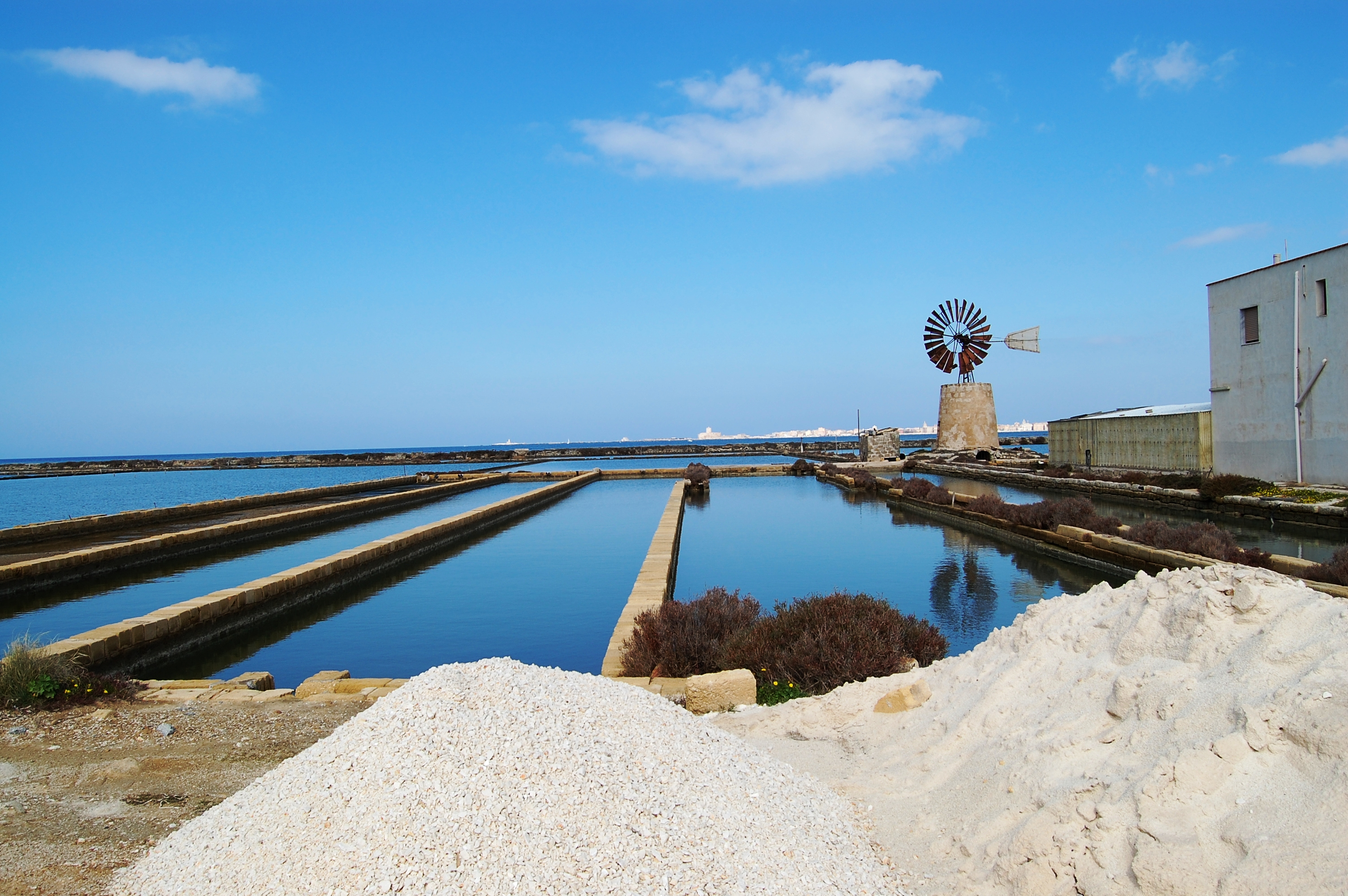
Saline
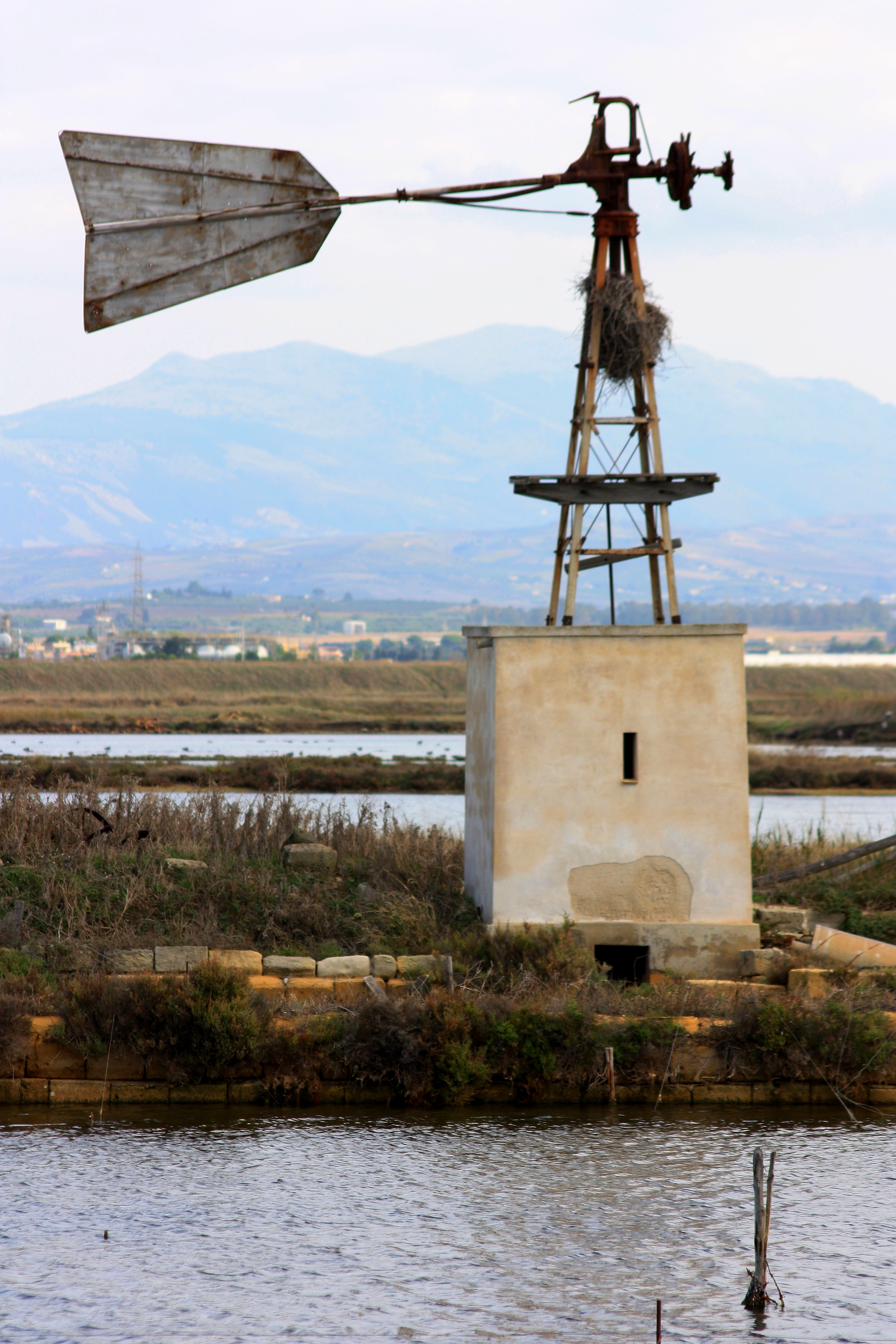
Pompa tra le vasche